# Finse kampioenschappen schaatsen sprint
De Finse kampioenschappen sprint zijn jaarlijks gehouden schaatskampioenschappen voor mannen en vrouwen die in 1971 voor het eerst werden georganiseerd, dat jaar nog op twee verschillende locaties. Vanaf 1972 vormen ze steevast een gezamenlijk schaatsevenement.
Het sprinttoernooi wordt verreden over twee dagen, met zowel op dag 1 als op dag 2 een 500 en een 1000 meter.

## Mannen
| Jaar | Plaats    | Goud               | Zilver            | Brons                     |
| ---- | --------- | ------------------ | ----------------- | ------------------------- |
| 1971 | Outokumpu | Seppo Hänninen     | Leo Linkovesi     | Olavi Hjellmann           |
| 1972 | Outokumpu | Leo Linkovesi      | Seppo Hänninen    | Kari Hujanen              |
| 1973 | Karstula  | Jouko Salakka      | Raimo Hietala     | Simo Rinne Jorma Veistola |
| 1974 | Imatra    | Kari Hujanen       | Olavi Hjellmann   | Jorma Veistola            |
| 1975 | Joensuu   | Olavi Hjellmann    | Pertti Niittylä   | Kari Hujanen              |
| 1976 | Seinäjoki | Pertti Niittylä    | Olavi Köppä       | Kari Hujanen              |
| 1977 | Rovaniemi | Urpo Pikkupeura    | Pentti Kiiskinen  | Jouko Salakka             |
| 1978 | Helsinki  | Simo Rinne         | Jouko Salakka     | Pertti Niittylä           |
| 1979 | Rovaniemi | Urpo Pikkupeura    | Jukka Salmela     | Esa Puolakka              |
| 1980 | Lahti     | Urpo Pikkupeura    | Esa Puolakka      | Jukka Ala-Louko           |
| 1981 | Seinäjoki | Jukka Salmela      | Esa Puolakka      | Urpo Pikkupeura           |
| 1982 | Helsinki  | Jukka Ala-Louko    | Jukka Salmela     | Urpo Pikkupeura           |
| 1983 | Oulu      | Jouko Vesterlund   | Jukka Ala-Louko   | Urpo Pikkupeura           |
| 1984 | Seinäjoki | Jouko Vesterlund   | Urpo Pikkupeura   | Pertti Niittylä           |
| 1985 | Rovaniemi | Jouko Vesterlund   | Urpo Pikkupeura   | Juha Savolainen           |
| 1986 | Seinäjoki | Jouko Vesterlund   | Urpo Pikkupeura   | Jukka Ala-Louko           |
| 1987 | Oulu      | Jouko Vesterlund   | Urpo Pikkupeura   | Ismo Heikkilä             |
| 1988 | Helsinki  | Jouko Vesterlund   | Urpo Pikkupeura   | Jukka Ala-Louko           |
| 1989 | Seinäjoki | Urpo Pikkupeura    | Ismo Heikkilä     | Harri Ilkka               |
| 1990 | Helsinki  | Urpo Pikkupeura    | Harri Ilkka       | Ilkka Rahnasto            |
| 1991 | Seinäjoki | Harri Ilkka        | Urpo Pikkupeura   | Ari Leppänen              |
| 1992 | Seinäjoki | Harri Ilkka        | Urpo Pikkupeura   | Ilkka Rahnasto            |
| 1993 | Pori      | Janne Hänninen     | Harri Ilkka       | Urpo Pikkupeura           |
| 1994 | Seinäjoki | Harri Ilkka        | Janne Hänninen    | Pekka Aunula              |
| 1995 | Helsinki  | Janne Hänninen     | Harri Ilkka       | Timo Järvinen             |
| 1996 | Seinäjoki | Janne Hänninen     | Harri Ilkka       | Vesa Rosendahl            |
| 1997 | Helsinki  | Janne Hänninen     | Samuli Ollanketo  | Vesa Rosendahl            |
| 1998 | Seinäjoki | Janne Hänninen     | Vesa Rosendahl    | Marko Karppinen           |
| 1999 | Oulu      | Pekka Koskela      | Marko Karppinen   | Pasi Koskela              |
| 2000 | Helsinki  | Risto Rosendahl    | Vesa Rosendahl    | Samuli Ollanketo          |
| 2001 | Seinäjoki | Janne Hänninen     | Risto Rosendahl   | Pekka Koskela             |
| 2002 | Helsinki  | Janne Hänninen     | Pekka Koskela     | Jarmo Valtonen            |
| 2003 | Seinäjoki | Janne Hänninen     | Mika Poutala      | Pekka Koskela             |
| 2004 | Helsinki  | Mika Poutala       | Risto Rosendahl   | Pasi Koskela              |
| 2005 | Seinäjoki | Pekka Koskela      | Mika Poutala      | Vesa Rosendahl            |
| 2006 | Seinäjoki | Pekka Koskela      | Mika Poutala      | Tuomas Nieminen           |
| 2007 | Oulu      | Mika Poutala       | Tuomas Nieminen   | Niko Räsänen              |
| 2008 | Helsinki  | Mika Poutala       | Tuomas Nieminen   | Risto Rosendahl           |
| 2009 | Seinäjoki | Pekka Koskela      | Pasi Koskela      | Mika Poutala              |
| 2010 | Helsinki  | Mika Poutala       | Tuomas Nieminen   | Lauri Potka               |
| 2011 | Seinäjoki | Tommi Pulli        | Tuomas Nieminen   | Markus Puolakka           |
| 2012 | Seinäjoki | Pekka Koskela      | Mika Poutala      | Joel Vähä-Salo            |
| 2013 | Helsinki  | Mika Poutala       | Joel Vähä-Salo    | Robert Brandt             |
| 2014 | Helsinki  | Pekka Koskela      | Tommi Pulli       | Juho Vaittinen            |
| 2015 | Seinäjoki | Mika Poutala       | Juho Vaittinen    | Samuli Suomalainen        |
| 2016 | Helsinki  | Mika Poutala       | Tommi Pulli       | Juho Vaittinen            |
| 2017 | Seinäjoki | Mika Poutala       | Tommi Pulli       | Samuli Suomalainen        |
| 2018 | Helsinki  | Samuli Suomalainen | Verneri Kinnunen  | Jesse Nieminen            |
| 2019 | Seinäjoki | Samuli Suomalainen | Joona Suomalainen | Verneri Kinnunen          |
| 2020 | Seinäjoki | Antero Eskola      | Verneri Kinnunen  | Tani Heikkinen            |

### Medaillespiegel
N.B. geldt tot en met 2010
| Naam             | Goud | Zilver | Brons |
| ---------------- | ---- | ------ | ----- |
| Janne Hänninen   | 8    | 1      | 0     |
| Jouko Vesterlund | 6    | 0      | 0     |
| Urpo Pikkupeura  | 5    | 7      | 4     |
| Mika Poutala     | 4    | 3      | 1     |
| Pekka Koskela    | 4    | 1      | 2     |
| Harri Ilkka      | 3    | 4      | 1     |
| Risto Rosendahl  | 1    | 2      | 1     |
| Jukka Salmela    | 1    | 2      | 0     |
| Jukka Ala-Louko  | 1    | 1      | 3     |
| Pertti Niittylä  | 1    | 1      | 2     |
| Olavi Hjellmann  | 1    | 1      | 1     |
| Jouko Salakka    | 1    | 1      | 1     |
| Seppo Hänninen   | 1    | 1      | 0     |
| Leo Linkovesi    | 1    | 1      | 0     |
| Kari Hujanen     | 1    | 0      | 3     |
| Simo Rinne       | 1    | 0      | 1     |
| Tuomas Nieminen  | 0    | 3      | 1     |
| Vesa Rosendahl   | 0    | 2      | 3     |
| Esa Puolakka     | 0    | 2      | 1     |
| Pasi Koskela     | 0    | 1      | 2     |
| Ismo Heikkilä    | 0    | 1      | 1     |
| Samuli Ollanketo | 0    | 1      | 1     |
| Marko Karppinen  | 0    | 1      | 1     |
| Raimo Hietala    | 0    | 1      | 0     |
| Olavi Köppä      | 0    | 1      | 0     |
| Pentti Kiiskinen | 0    | 1      | 0     |
| Jorma Veistola   | 0    | 0      | 2     |
| Ilkka Rahnasto   | 0    | 0      | 2     |
| Juha Savolainen  | 0    | 0      | 1     |
| Ari Leppänen     | 0    | 0      | 1     |
| Pekka Aunula     | 0    | 0      | 1     |
| Timo Järvinen    | 0    | 0      | 1     |
| Niko Räsänen     | 0    | 0      | 1     |
| Jarmo Valtonen   | 0    | 0      | 1     |
| Lauri Potka      | 0    | 0      | 1     |

## Vrouwen
| Jaar | Plaats    | Goud                 | Zilver               | Brons                |
| ---- | --------- | -------------------- | -------------------- | -------------------- |
| 1971 | Kajaani   | Anneli Repola        | Paula-Irmeli Halonen | Merja Törrönen       |
| 1972 | Outokumpu | Arja Kantola         | Tuula Vilkas         | Paula-Irmeli Halonen |
| 1973 | Karstula  | Tuula Vilkas         | Anneli Repola        | Paula-Irmeli Halonen |
| 1974 | Imatra    | Pirjo Hyvärinen      | Paula-Irmeli Halonen | Sinikka Veijola      |
| 1975 | Joensuu   | Paula-Irmeli Halonen | Pirjo Hyvärinen      | Tuula Vilkas         |
| 1976 | Seinäjoki | Paula-Irmeli Halonen | Pirjo Hyvärinen      | Anneli Repola        |
| 1977 | Rovaniemi | Pirjo Hyvärinen      | Tarja Hägg           | Anneli Repola        |
| 1978 | Helsinki  | Paula-Irmeli Halonen | Tarja Rinne          | Virve Mäkelä         |
| 1979 | Rovaniemi | Virve Mäkelä         | Anneli Repola        | Tarja Rinne          |
| 1980 | Lahti     | Anneli Repola        | Pirjo Hyvärinen      | Aila Tartia          |
| 1981 | Seinäjoki | Pirjo Hyvärinen      | Virve Mäkelä         | Aila Tartia          |
| 1982 | Helsinki  | Taina Salmia         | Aila Tartia          | Virve Mäkelä         |
| 1983 | Oulu      | Taina Salmia         | Aila Tartia          | Virve Mäkelä         |
| 1984 | Seinäjoki | Aila Tartia          | Virve Mäkelä         | Maila Lehtimäki      |
| 1985 | Rovaniemi | Virve Mäkelä         | Maila Lehtimäki      | Sanna-Liisa Ylätalo  |
| 1986 | Seinäjoki | Aila Tartia          | Taina Salmia         | Maila Lehtimäki      |
| 1987 | Oulu      | Maila Lehtimäki      | Aila Tartia          | Taina Salmia         |
| 1988 | Helsinki  | Maila Lehtimäki      | Outi Ylä-Sulkava     | Piia Pesola          |
| 1989 | Seinäjoki | Jaana Kivipelto      | Outi Ylä-Sulkava     | Aila Tartia          |
| 1990 | Helsinki  | Jaana Kivipelto      | Outi Ylä-Sulkava     | Kirsi Korpi          |
| 1991 | Seinäjoki | Jaana Kivipelto      | Jenny Andberg        | Susanna Kantanen     |
| 1992 | Seinäjoki | Jenny Andberg        | Kirsi Korpi          | Minna Piispanen      |
| 1993 | Pori      | Outi Ylä-Sulkava     | Jenny Andberg        | Minna Piispanen      |
| 1994 | Seinäjoki | Susanna Kantanen     | Minna Piispanen      | Eija Lemola          |
| 1995 | Helsinki  | Jenny Andberg        | Outi Ylä-Sulkava     | Eija Lemola          |
| 1996 | Seinäjoki | Jenny Andberg        | Eija Lemola          | Elina Sisso          |
| 1997 | Helsinki  | Jenny Andberg        | Johanna Laine        | Eija Lemola          |
| 1998 | Seinäjoki | Jenny Andberg        | Eija Lemola          | Laura Taivaljärvi    |
| 1999 | Oulu      | Jenny Andberg        | Anna Horsmalahti     | Eija Lemola          |
| 2000 | Helsinki  | Anna Horsmalahti     | Johanna Laine        | Mari Kaivanto        |
| 2001 | Seinäjoki | Anna Horsmalahti     | Eija Lemola          | Mirkka Savolainen    |
| 2002 | Helsinki  | Johanna Laine        | Anna Horsmalahti     | Susanna Potka        |
| 2003 | Seinäjoki | Johanna Laine        | Susanna Potka        | Annamari Lehtonen    |
| 2004 | Helsinki  | Susanna Potka        | Mari Kaivanto        | Annamari Lehtonen    |
| 2005 | Seinäjoki | Johanna Mäki-Laine   | Susanna Potka        | Pia Humisto          |
| 2006 | Seinäjoki | Johanna Mäki-Laine   | Annamari Lehtonen    | Elisa Arvo           |
| 2007 | Oulu      | Susanna Potka        | Elina Risku          | Saana Hyttinen       |
| 2008 | Helsinki  | Susanna Potka        | Elina Risku          | Saana Hyttinen       |
| 2009 | Seinäjoki | Susanna Potka        | Elina Risku          | Mariel Puolakka      |
| 2010 | Helsinki  | Saana Hyttinen       | Elina Risku          | Laura Koriseva       |
| 2011 | Seinäjoki | Elina Risku          | Saana Hyttinen       | Jenni Kukkonen       |
| 2012 | Seinäjoki | Elina Risku          | Saana Hyttinen       | Anni Mattila         |
| 2013 | Helsinki  | Elina Risku          | Evelina Brandt       | Jenni Kukkonen       |
| 2014 | Helsinki  | Elina Risku          | Jenni Kukkonen       | Miina Peltonen       |
| 2015 | Seinäjoki | Elina Risku          | Miina Peltonen       | Veera Sarkanen       |
| 2016 | Helsinki  | Elina Risku          | Jenni Kukkonen       | Miina Peltonen       |
| 2017 | Seinäjoki | Elina Risku          | Paju Kilpeläinen     | Annakaisa Kivioja    |
| 2018 | Helsinki  | Elina Risku          | Miina Peltonen       | Laura Kivioja        |
| 2019 | Seinäjoki | Laura Kivioja        | Miina Peltonen       | Sini Siro            |
| 2020 | Seinäjoki | Tilda-Sofiia Oras    | Anni Käsnänen        | Jutta Niittylä       |

### Medaillespiegel
N.B. geldt tot en met 2010
| Naam                 | Goud | Zilver | Brons |
| -------------------- | ---- | ------ | ----- |
| Jenny Andberg        | 5    | 2      | 0     |
| Susanna Potka        | 4    | 2      | 1     |
| Johanna Mäki-Laine   | 4    | 2      | 0     |
| Pirjo Hyvärinen      | 3    | 3      | 0     |
| Jaana Kivipelto      | 3    | 0      | 0     |
| Aila Tartia          | 2    | 3      | 3     |
| Virve Mäkelä         | 2    | 2      | 3     |
| Anneli Repola        | 2    | 2      | 2     |
| Paula-Irmeli Halonen | 2    | 2      | 2     |
| Maila Lehtimäki      | 2    | 1      | 2     |
| Taina Salmia         | 2    | 1      | 1     |
| Anna Horsmalahti     | 2    | 1      | 0     |
| Outi Ylä-Sulkava     | 1    | 4      | 0     |
| Tuula Vilkas         | 1    | 1      | 1     |
| Saana Hyttinen       | 1    | 0      | 2     |
| Susanna Kantanen     | 1    | 0      | 1     |
| Arja Kantola         | 1    | 0      | 0     |
| Elina Risku          | 0    | 4      | 0     |
| Eija Lemola          | 0    | 2      | 4     |
| Mariel Puolakka      | 0    | 0      | 1     |
| Laura Koriseva       | 0    | 0      | 1     |

 België · 
 Canada · 
 China · 
 Duitsland · 
 Finland · 
 Frankrijk · 
 Hongarije · 
 Italië · 
 Japan · 
 Kazachstan · 
 Nederland (mannen) - (vrouwen) · 
 Noorwegen (mannen) - (vrouwen) · 
 Oekraïne · 
 Oostenrijk · 
 Polen · 
 Roemenië · 
 Rusland · 
 Tsjechië · 
 Verenigde Staten · 
 Wit-Rusland · 
 Zuid-Korea · 
 Zweden · 
 Zwitserland
 Finse kampioenschappen schaatsen

Afstanden · 
Allround · 
Sprint